# The Peninsula New York
The Peninsula New York est un hôtel de luxe historique situé à l'angle de la Cinquième Avenue et de la 55e rue, dans le quartier de Midtown Manhattan à New York. Construit en 1905 sous le nom de Gotham Hotel, il a été conçu dans un style néoclassique. L'hôtel compte 23 étages et 241 chambres et fait partie du groupe Peninsula Hotels. Il se trouve à proximité du Museum of Modern Art au sud, de l'Église presbytérienne de la Cinquième Avenue et du gratte-ciel 712 Fifth Avenue au nord, et de l'hôtel St. Regis New York à l'est.

## Histoire
La façade, faite de calcaire et de granit, était destinée à compléter le bâtiment voisin de l'University Club of New York. L'hôtel, ouvert le 1er octobre 1905, comptait à l'origine 400 chambres, bien que sa taille ait été réduite dans les années 1980 à 250 chambres, dont une suite présidentielle près du toit.
La 55th Street Company acquiert le site en avril 1902 et développe le Gotham Hotel, qui ouvre ses portes le 1er octobre 1905. Le Gotham a été acquis en 1932 par la Metropolitan Life Insurance Company, qui a ajouté des vitrines au rez-de-chaussée en 1938 et est restée propriétaire de l'hôtel jusqu'en 1944. Le Gotham a été revendu plusieurs fois dans les années 1950 et 1960 avant que Sol Goldman et Alex DiLorenzo ne l'acquièrent en 1965. René Hatt a loué le Gotham en 1979 et a tenté de le rénover pour en faire le Nova Park Gotham mais il a renoncé à son bail en 1984 à la suite de poursuites et problèmes financiers. Une coentreprise de plusieurs sociétés a rénové et rouvert l'hôtel en novembre 1987 sous le nom d'Hôtel Maxim's de Paris, un avant-poste du restaurant parisien Maxim's.
En août 1988, Hongkong and Shanghai Hotels (HSH), l'opérateur de la chaîne Peninsula Hotels, a accepté d'acheter Maxim's New York pour 127 millions de dollars,,,. HSH prévoyait de renommer l'hôtel en l'honneur du Peninsula Hong Kong, son célèbre hôtel de Kowloon, Hong Kong,. HSH n'avait pas prévu de modifier de manière significative les opérations de Peninsula New York ; à l'époque, l'hôtel comptait 250 chambres et employait 200 salariés,. Les responsables de HSH pensaient que le prix d'achat était justifié par la présence des vitrines du rez-de-chaussée donnant sur la Cinquième Avenue, ainsi que du club de remise en forme de trois étages au sommet du toit. Lorsque HSH a repris l'hôtel le 3 octobre 1988, son taux d'occupation était en moyenne de 30 pour cent ; ce chiffre était passé à 50 pour cent en avril 1989.

## Architecture
L'hôtel a été construit en 1905 sous le nom de Gotham Hotel et a été conçu par Hiss et Weekes dans le style néo-Renaissance italienne. Le bâtiment de l'hôtel a la forme d'un C et est disposé autour d'une cour qui fait face au bâtiment du University Club au sud.

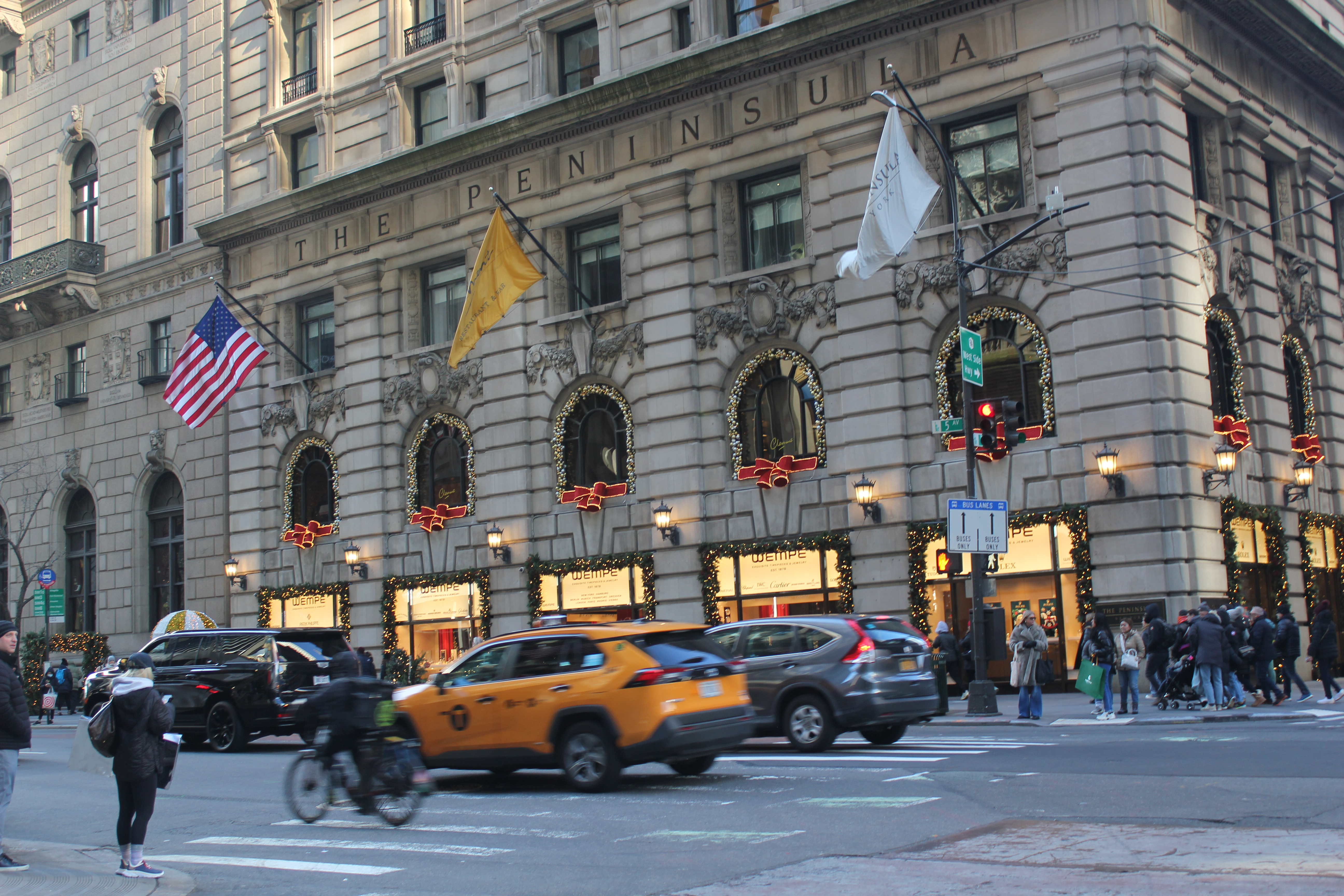
Magasins au pied de l'hôtel

La suite du Peninsula située au 19e étage a été rénovée au début des années 2010,,. En raison de la pandémie de COVID-19 à New York, les chambres d'hôtel ont été temporairement fermées en mars 2020,. L'hôtel n'a rouvert que le 1er juin 2021,.
La Commission de préservation des monuments de la ville de New York  avait envisagé de désigner le Gotham Hotel comme monument officiel de la ville en 1966, pour son architecture. Au cours des années 1980, les défenseurs de l'environnement avaient proposé de désigner le Gotham comme propriété contributive à un quartier historique planifié le long de la section centrale de la Cinquième Avenue. Le quartier historique n'a jamais été créé. Le LPC a de nouveau envisagé de désigner la péninsule de New York comme point de repère de la ville à la fin des années 1980 : le groupe Peninsula ne s'est pas opposé à la désignation proposée, et le LPC a finalement désigné le Peninsula New York comme point de repère de la ville le 6 juin 1989.

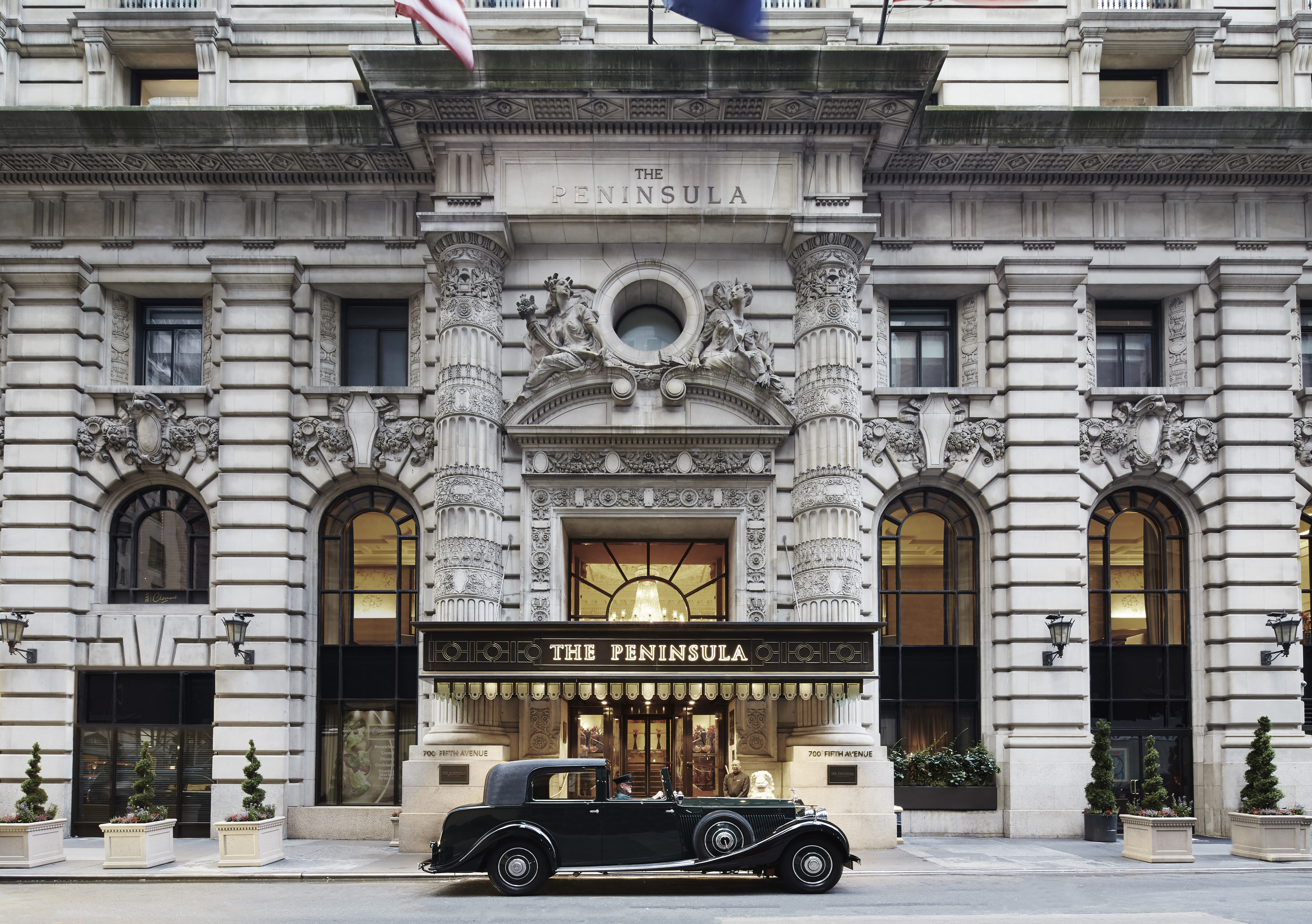
Entrée de l'hôtel
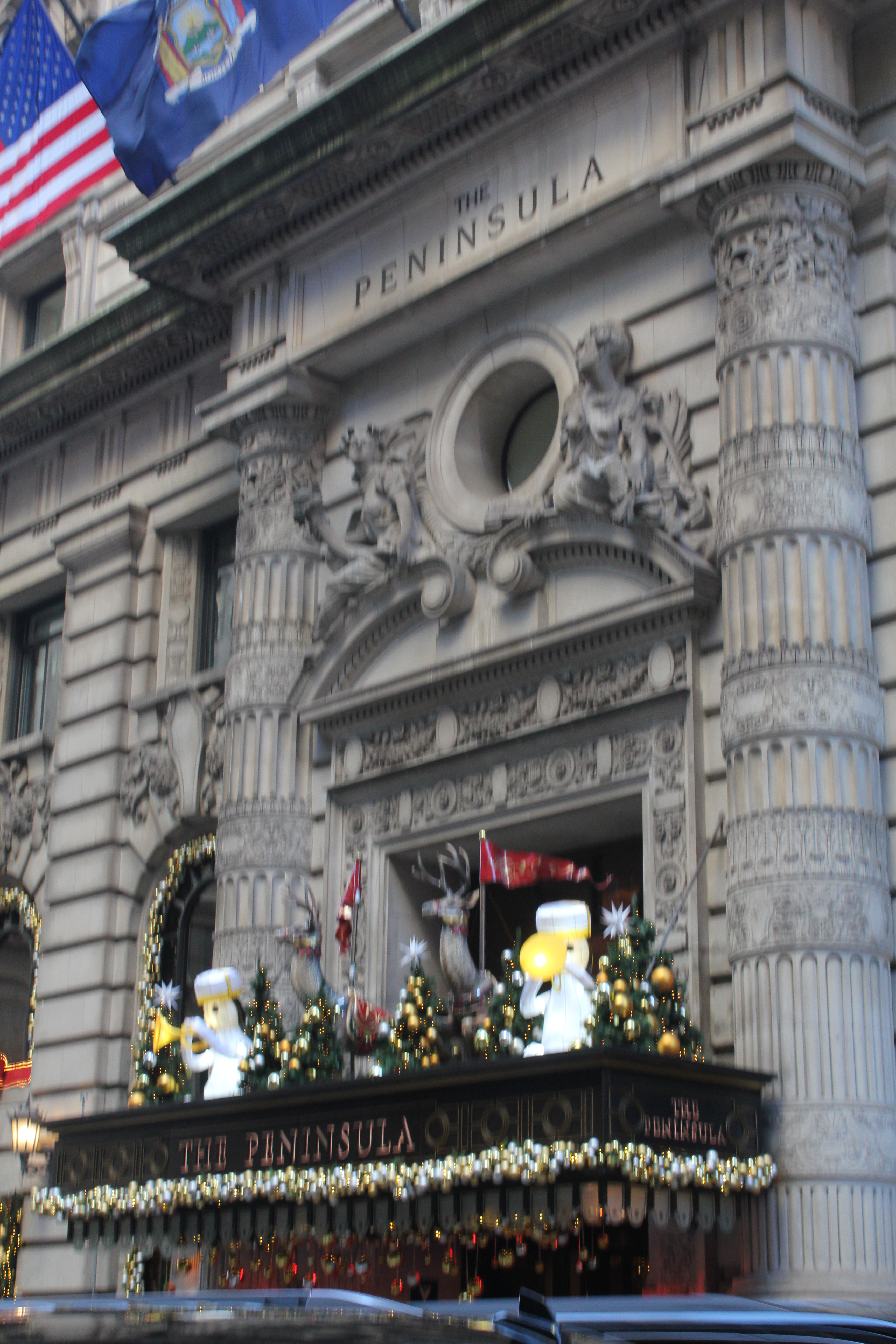
Détail de l'entrée
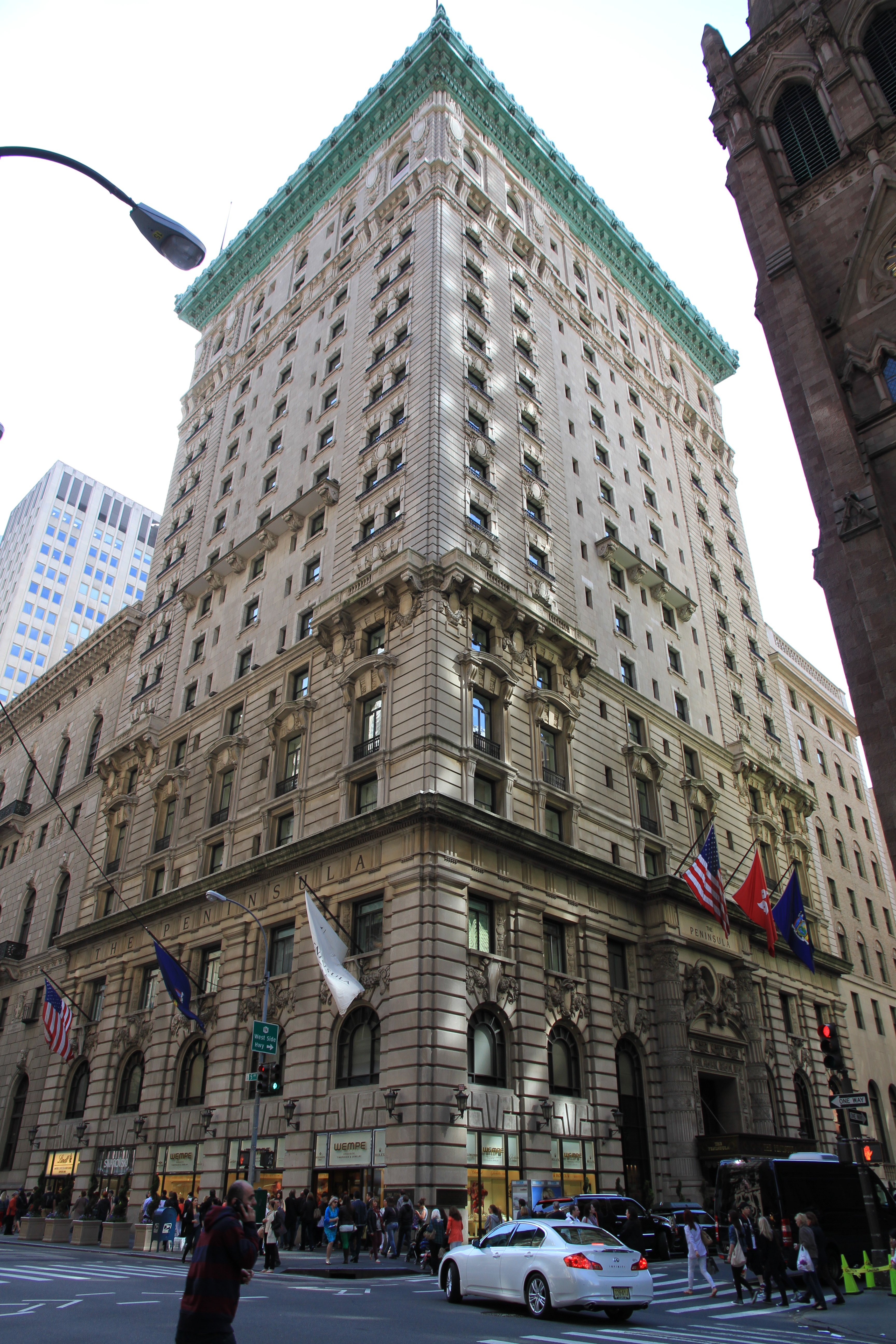
Vue de l'angle de la Cinquième Avenue et de la 55e Rue
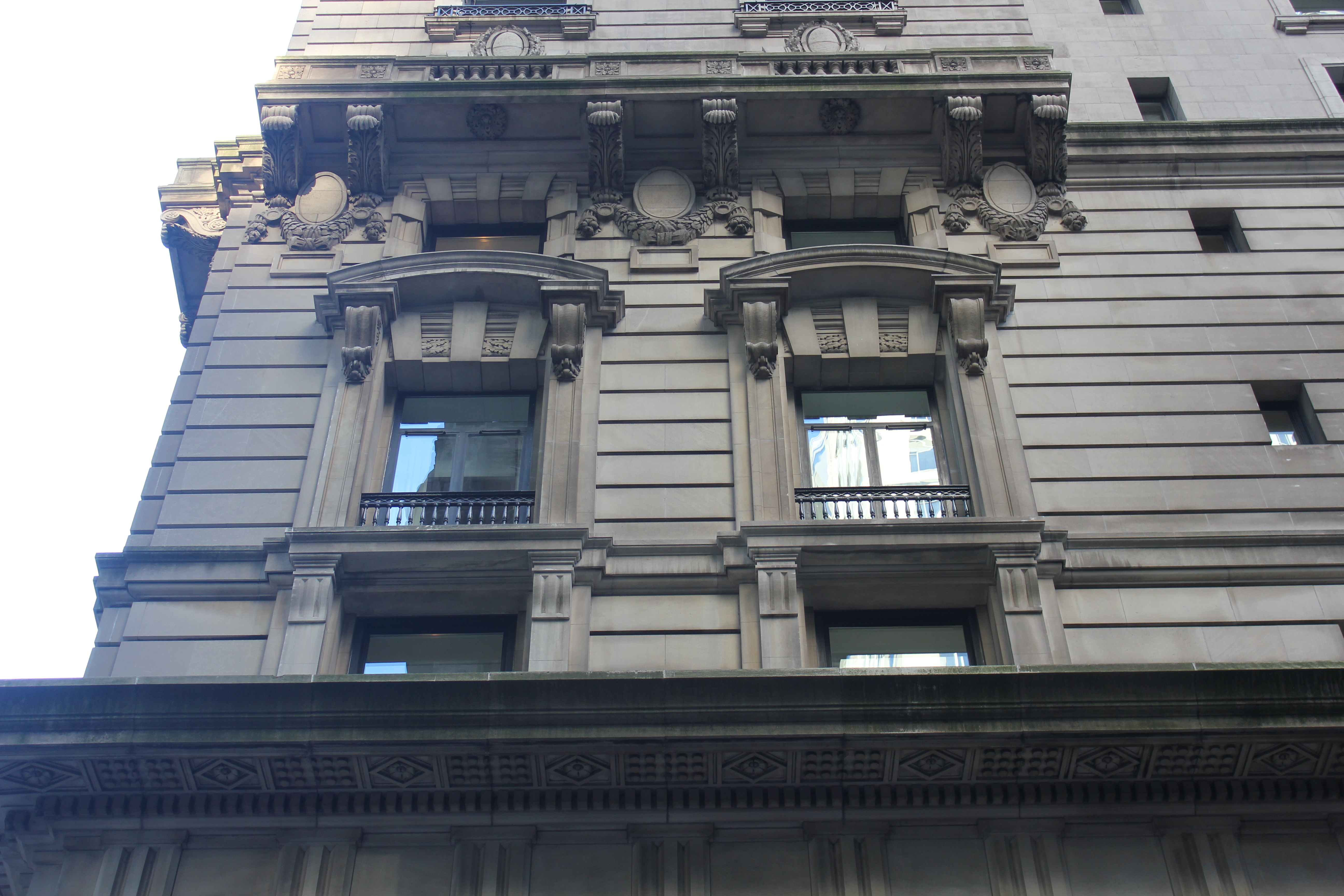
Détails des fenêtres
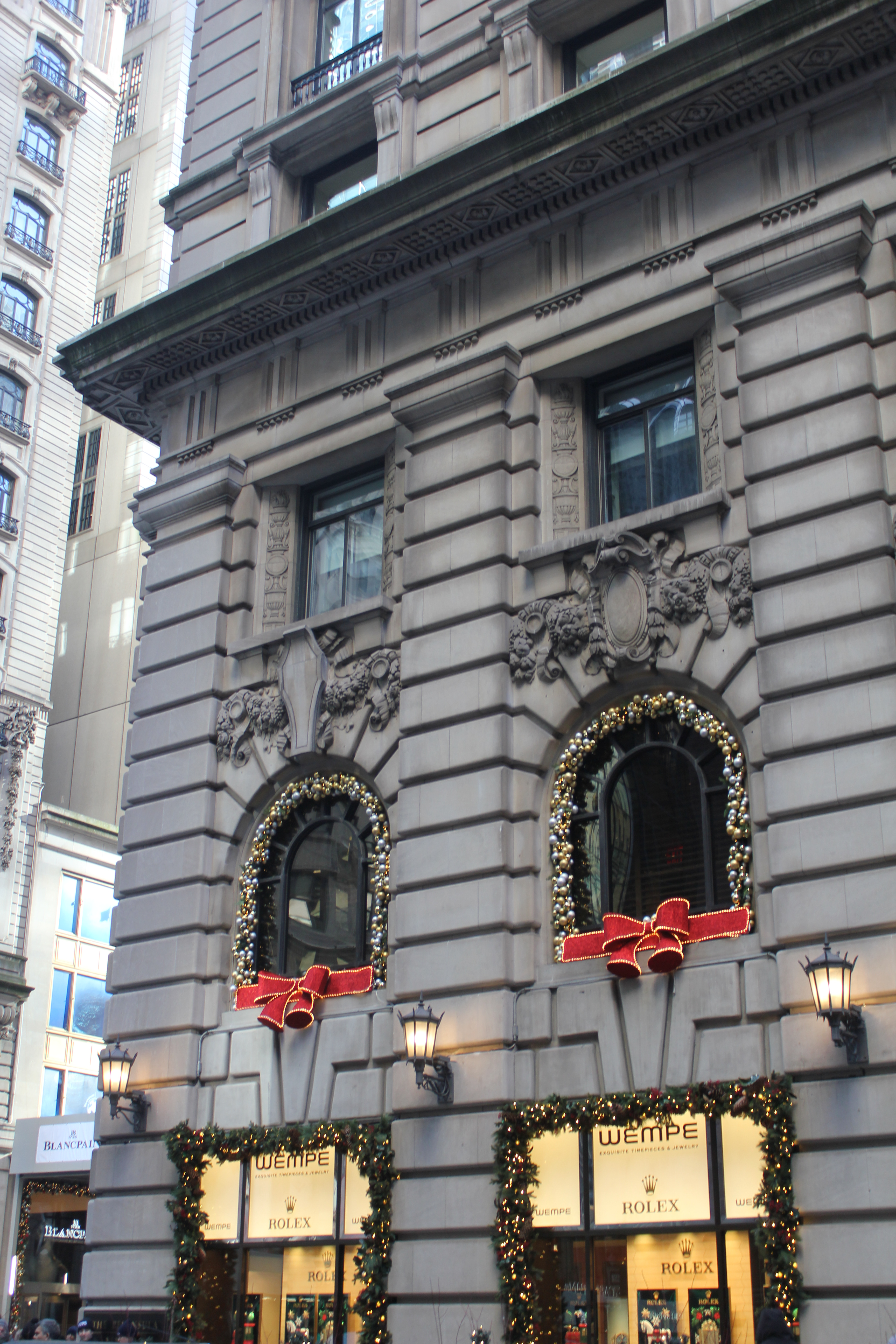
Arcades à l'étage inférieur
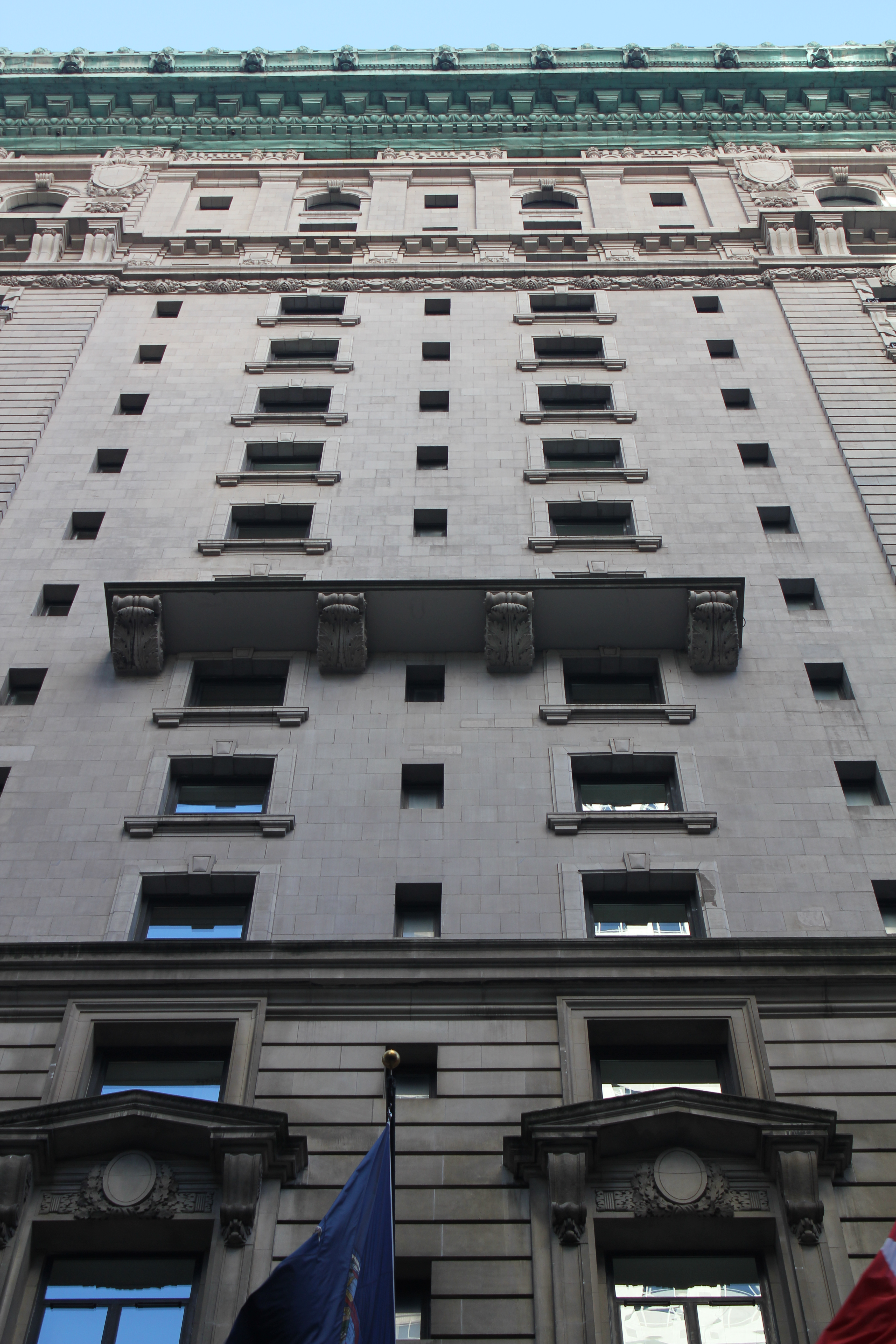
Étages supérieurs vus de la 55e rue

## Voir également
- The Peninsula Paris
- The Peninsula Bangkok Hotel
- The Peninsula Hong Kong